# Endre Szemerédi
Endre Szemerédi (n. 21 august 1940, Budapesta, Regatul Ungariei) este un matematician maghiar, câștigător al Premiului Abel în anul 2012 pentru contribuțiile la matematicile discrete și informatica teoretică. A fost elevul matematicienilor Paul Turán și Paul Erdos.